# Deutzia wilsonii
Deutzia wilsonii là một loài thực vật có hoa trong họ Tú cầu. Loài này được Duthie mô tả khoa học đầu tiên năm 1906.